# Ejido Campo Gobierno Número Dos
Ejido Campo Gobierno Número Dos är en ort i Mexiko.   Den ligger i kommunen Culiacán och delstaten Sinaloa, i den västra delen av landet, 1 000 km nordväst om huvudstaden Mexico City. Ejido Campo Gobierno Número Dos ligger 33 meter över havet och antalet invånare är 303.
Terrängen runt Ejido Campo Gobierno Número Dos är platt. Runt Ejido Campo Gobierno Número Dos är det ganska tätbefolkat, med 155 invånare per kvadratkilometer. Närmaste större samhälle är Culiacán, 19,1 km norr om Ejido Campo Gobierno Número Dos. Trakten runt Ejido Campo Gobierno Número Dos består till största delen av jordbruksmark.